# Optique intégrée
Pour les articles homonymes, voir Optique (homonymie).
L'optique intégrée concerne l'utilisation de technologies similaires à celles de la microélectronique pour la réalisation de composants optiques de très petite dimension. La réalisation des systèmes d'optique intégrée se fait par modification d'un substrat comme le phosphure d'indium. 

## Fonctions et applications
Ces technologies permettent de réaliser dans de faibles volumes des fonctions optiques élémentaires ou élaborées impossibles à réaliser par d’autres technologies.
Leur géométrie générale est celle de plaquettes de quelques cm2 d'une épaisseur maximale de 1 mm.

### Fonctions passives
- Répartition
- Concentration
- MUX-DEMUX

### Fonctions actives
- Modulations : Phase
- Amplitude(commutation)
- Fréquence

### Applications
- Commutation optique
- Modulation optique
- Interférométrie : interféromètre de Mach-Zehnder, interféromètre de Fabry-Perot
- Spectrométrie[2]